# BREM-L
BREM-L（ロシア語: БРЭМ-Л）は、ロシア連邦のクルガン機械工場で開発された装甲回収車。BMP-3の車体を流用している。

## 概要
BREM-Lは車体前部左側にブームクレーン、車体前部下面にドーザーブレードを装備し、車体前部右側の戦闘室天板には自衛用に7.62mm機関銃PKT 1挺を備え、戦闘室キューポラとブームクレーンの間に6連装発煙弾発射機を配置している。戦闘室後方には荷台を備え、最大1.7トンの機材を搭載できるが、水上浮航時は300キログラムに制限される。また、電気溶接装置を備え、鋼やアルミニウム合金の切断、加工を行うことができる。

## 採用国
- ロシア
- アゼルバイジャン - 2024年時点で、アゼルバイジャン陸軍が数量不詳のBREM-Lを保有している[2]。
- アラブ首長国連邦 - 85両[3]
- ベネズエラ